# Gustavo Quinteros
Gustavo Domingo Quinteros Desabato (Santa Fe, 15 febbraio 1965) è un allenatore di calcio ed ex calciatore argentino naturalizzato boliviano, di ruolo difensore, attualmente svincolato.

## Carriera

### Giocatore

#### Club
Dopo aver debuttato nel Club Atlético Talleres de Remedios de Escalada, si trasferisce in Bolivia dove gioca per sei anni ottenendo la cittadinanza. Nel 1994 torna in Argentina, al San Lorenzo de Almagro; si ritira nel 1998 all'Argentinos Juniors.

#### Nazionale
Debutta con la nazionale di calcio boliviana nel 1993, giocandovi fino al 1999, totalizzando 26 presenze.

### Allenatore
Allena il San Lorenzo da debuttante in panchina; Nel 2005 guida il Blooming, poi il San Martín de San Juan. Dal 2007 al 2008 è alla guida del Blooming.
Dal 2012 al 2014 ha allenato l'Emelec.
Dal 2015 al 2017 è stato il ct della nazionale ecuadoriana.

## Palmarès

### Giocatore
- Campionato boliviano: 2

The Strongest: 1989, 1993
- Campionato argentino: 1

San Lorenzo: Clausura 1995

### Allenatore
- Campionato boliviano: 2

Blooming: Apertura 2005
Bolívar: Apertura 2009
- Copa Aerosur: 2

Blooming: 2006
Bolívar: 2009
- Campionato ecuadoriano: 2

Emelec: 2013, 2014
- Campionato cileno: 1

Universidad Católica: 2019
- Copa Chile: 2

Colo-Colo: 2021, 2023
- Supercopa de Chile: 2

Universidad Católica: 2019
Colo-Colo: 2022
- Campionato argentino: 1

Velez: 2024